# Горбачов Омелян Григорович
Омелян Григорович Горбачов (нар. 31 липня (12 серпня) 1892, місто Київ — 24 жовтня 1965, місто Київ) — київський робітник-революціонер, учасник боротьби за встановлення радянської влади в Україні. Член Ревізійної Комісії КП(б)У в 1919—1920 р. Член ЦК КП(б)У в 1925—1932 р. Член ВУЦВК і ЦВК СРСР. Депутат Верховної Ради УРСР 2-го скликання.

## Біографія

Могила Омеляна Горбачова

Народився 31 липня (12 серпня) 1892 року в Києві у родині робітника. Навчався у початковій школі та був учнем слюсаря приватної майстерні у місті Києві. Трудову діяльність розпочав у одинадцятирічному віці.
У 1905 році долучився до революційний руху, розклеював прокламації.
До 1907 року працював робітником цвяхового заводу Епштейна, звідки був звільнений за революційну діяльність. Потім був робітником інших заводів Києва. Переїхав на Донбас, де працював слюсарем Лідіївської шахти, робітником Маріупольського та Макіївського металургійних заводів. У 1910—1912 роках — слюсар Південноросійського машинобудівного заводу міста Києва.
Член РСДРП(б) з 1910 року. Вів партійну роботу під псевдонімами: Ваня, Федя, Мальчік. Був секретарем групи РСДРП Південноросійського заводу Києва. У 1911—1912 роках — секретар Шулявського комітету РСДРП в Києві. У 1912 році обирався головою Спілки металістів міста Києва.
У 1912 році заарештований в Києві, до січня 1913 року перебував у в'язниці. У 1913 році, після виходу з ув'язнення, працював робітником приватної майстерні у Києві. У 1913 році знову заарештований і висланий із Києва у місто Вознесенськ Херсонської губернії, де продовжував революційну діяльність. Обирався членом Одеського комітету РСДРП. У Одесі декілька разів арештовувався поліцією. У липні 1914 року заарештований і засуджений на 3 роки заслання. У 1914—1917 роках — на засланні у Наримському краї Тобольської губернії. 
Після Лютневої революції, з березня 1917 року — у Києві, де у квітні був обраний членом Київського комітету РСДРП(б), делегатом VII (Квітневої) конференції РСДРП(б).
З квітня 1917 по 1918 рік — голова правління Спілки металістів Києва, член Центрального бюро профспілок міста. Вів активну роботу насамперед серед робітників залізничного вузла, Південноросійського машинобудівного заводу, гільзової фабрики «Дуван», трикотажної фабрики, заводу Фільверта і Дєдіна. У жовтні — грудні 1917 очолював більшовицький страйковий комітет у Києві, брав участь в організації повстання проти Центральної Ради. З січня 1918 року лікувався у місті Ялті, потім повернувся до Києва. У березні 1918 року евакуювався до Гомеля, а потім до Москви.
У квітні — липні 1918 року — голова Московської Спілки металістів.
У липні 1918 — січні 1920 року — директор (керуючий) заводу «Гужон» в Москві.
У січні — липні 1920 року — голова Київської губернської ради профспілок. У липні 1920 — березні 1921 року — голова Одеської губернської ради профспілок. З березня 1921 року — голова Одеської губернської Ради народного господарства. У 1921—1922 роках — знову голова Київської губернської ради профспілок.
У 1922—1923 роках — слухач вищих партійних курсах при ЦК КП(б)У.
У листопаді 1923 — серпні 1924 року — заступник народного комісара праці Української СРР.
У серпні 1924 — 23 листопада 1925 року — народний комісар праці Української СРР. Обирався членом колегії Народного комісаріату праці СРСР.
У 1925—1930 роках — голова Всеукраїнського комітету профспілки металістів. Був членом правління металургійного інституту міста Харкова.
У 1930—1932 роках — начальник об'єднаної групи чотирьох Дніпропетровських металургійних заводів; уповноважений Вищої ради народного господарства СРСР по Московській області.
У 1933—1935 роках — директор Орсько-Халіловського комбінату РРФСР. До 1937 року — заступник директора Науково-дослідного інституту чорної металургії. З вересня 1937 року — директор Верхньо-Ісетського та Алапаєвського металургійного заводів РРФСР.
Потім перебував на відповідальній профспілковій роботі. З середини 1940-х років до 1954 року — голова Українського республіканського комітету профспілки робітників автомобільного транспорту та шосейних доріг.
З 1954 року — персональний пенсіонер. Жив у Києві, в 1948–1965 роках на Брест-Литовському проспекті № 22.
Помер 24 жовтня 1965 року. Похований на Байковому кладовищі (ділянка № 1).

## Нагороди, пам'ять
Нагороджений радянським орденом Трудового Червоного Прапора, медаллю «За доблесну працю у Великій Вітчизняній війні 1941—1945 років».